# Historisches Zentrum von Krakau

Lage der Altstadt in Krakau

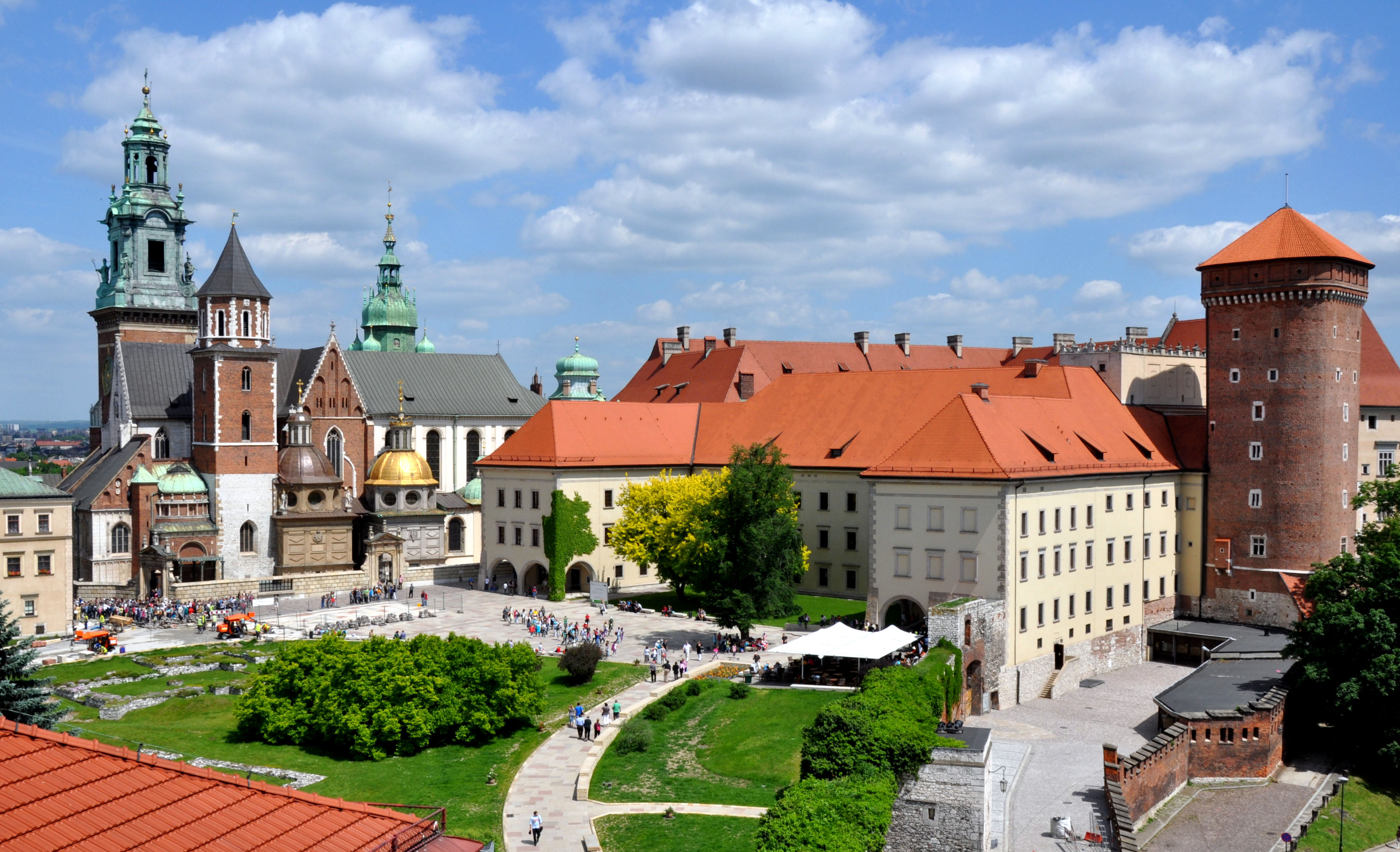
Das Wawel-Schloss und die Kathedrale

Seit 1978 ist das Historische Zentrum von Krakau (polnisch Historyczne centrum Krakowa), der Kern der früheren polnischen Hauptstadt Krakau in Kleinpolen, in die Liste des UNESCO-Welterbes aufgenommen worden.
Dieses Zentrum liegt an der Weichsel (Wisła) unterhalb des Burgbergs Wawel mit dem Königlichen Schloss und der Wawel-Kathedrale. Neben diesem Wawelhügel-Komplex besteht das Ensemble aus der mittelalterlichen Kernstadt Krakaus und dem Stadtteil Kazimierz mit dem Vorort Stradom. Die Kaufmannsstadt des 13. Jahrhunderts besitzt Europas größten Marktplatz (Rynek Główny) und zahllose historische Häuser, Paläste und Kirchen mit prächtiger Innenausstattung. Ein weiteres Zeugnis für die faszinierende Vergangenheit sind die Stadtmauern aus dem 14. Jahrhundert, der mittelalterliche Stadtteil Kazimierz mit seinen alten Synagogen im Süden, die Jagiellonen-Universität und die gotische Kathedrale, in der die polnischen Könige begraben liegen.

## Drei Ensembles
Das historische Zentrum von Krakau besteht als Welterbe-Objekt aus den drei städtischen Ensembles:
- der mittelalterlichen Kernstadt Krakau,
- dem Wawelhügel-Komplex mit Schloss und Kathedrale und
- der ehemaligen Stadt Kazimierz mit der Vorstadt Stradom.

Das Gesamtensemble ist eines der bemerkenswertesten Beispiele europäischer Stadtplanung, das charakterisiert ist durch harmonische Entwicklung und eine Ansammlung von Elementen, die alle Architekturstile vom frühen romanischen Stil bis zur Moderne repräsentieren.

## Bedeutung

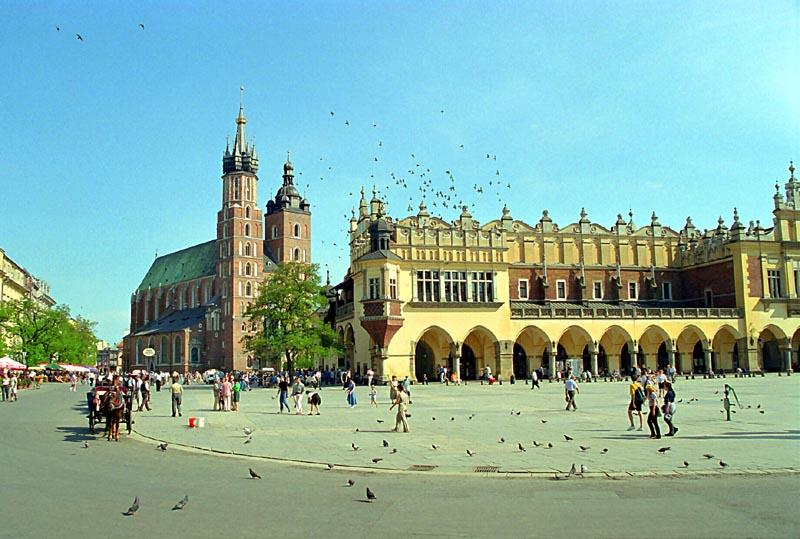
Hauptplatz mit Tuchhallen und Marienkirche

Die Bedeutung der Stadt, die 1257 die Stadtrechte erhielt, ist augenscheinlich aufgrund ihrer Stadtanlage, ihrer zahlreichen Kirchen und Klöster, ihrer imposanten öffentlichen Gebäude, der Reste der mittelalterlichen Stadtmauern und aufgrund ihrer Paläste und Stadthäuser, die vielfach von bekannten Architekten und Handwerkern entworfen und gebaut wurden. Der Wert des städtischen Ensembles ist bestimmt durch die außerordentliche Dichte der Baudenkmäler aus verschiedenen Stilepochen, die in ihrer Originalform und mit ihrer authentischen Ausstattung erhalten geblieben sind.
Der Wawelhügel, das beherrschende Kennzeichen des historischen Bereichs von Krakau, ist eine ehemalige Königsresidenz und Grablege, die die dynastischen und politischen Verbindungen während des mittelalterlichen und frühneuzeitlichen Europas aufzeigt. Die mittelalterliche Stadt Kazimierz (Stadtrecht seit 1335), welche auch die Vorstadt Stradom einschließt, wurde geformt vom katholischen und jüdischen Glauben und der zugehörigen Kultur und Tradition.

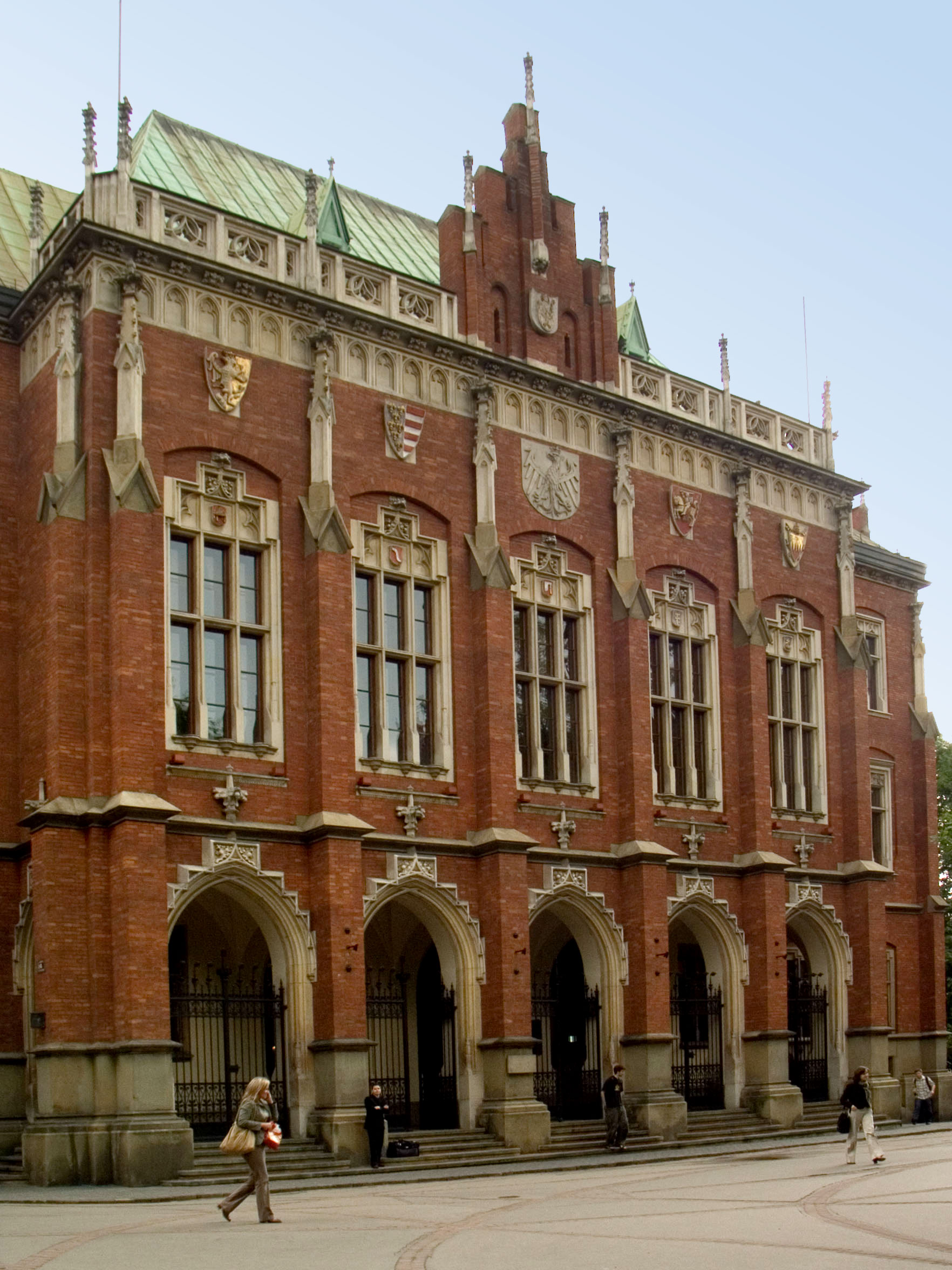
Hauptgebäude der Universität aus dem 19. Jahrhundert

Als eines der größten Verwaltungs- und Handelszentren Zentraleuropas war Krakau eine Stadt von Künstlern und erfolgreichen Handwerkern, bei denen sich die Kultur aus Ost und West miteinander verband. Verstärkt wurde diese europäische Bedeutung als Kulturzentrum durch das Vorhandensein von einer der ältesten Universitäten mit internationalem Ansehen, der Jagiellonen-Universität. Zusammen ergeben diese drei Stadtviertel oder Baukomplexe ein zusammenhängendes städtisches Ensemble, in dem fühlbares und unsichtbares Erbe überlebt hat und bis in die Jetztzeit gepflegt wird.
Entscheidend ist also das Kriterium IV, das für Krakau so formuliert wurde:
Criterion (iv): Kraków is an urban architectural ensemble of outstanding quality, in terms of both its townscape and its individual monuments. The historic centre of the town admirably illustrates the process of continuous urban growth from the Middle Ages to the present day.
(Krakau ist ein Architektur-Ensemble von herausragender Qualität, sowohl was die Stadtlandschaft als auch die einzelnen Kulturdenkmale betrifft. Das historische Zentrum der Stadt illustriert auf wunderbare Weise den Prozess einer ungestörten Stadtentwicklung vom Mittelalter bis zur Gegenwart.)

## Unversehrtheit, Unverfälschtheit und Schutz des Welterbes
Die folgenden Eigenschaften eines Welterbe-Objekts werden knapp zusammengefasst folgendermaßen beurteilt:

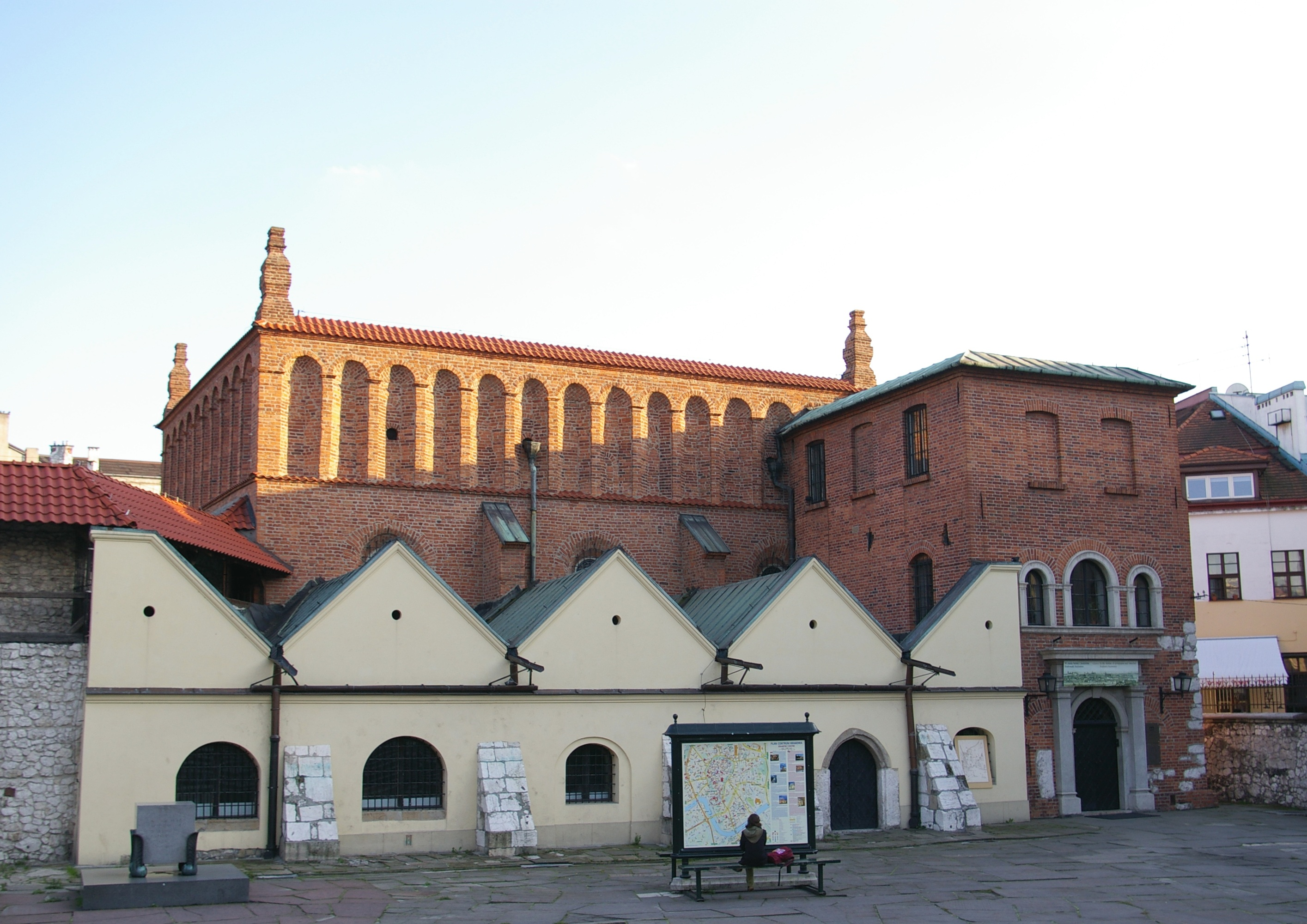
Alte Synagoge, mit Frauenbetsälen im Vordergrund

### Unversehrtheit
Das historische Zentrum hat einen hohen Grad der Unversehrtheit, das Ensemble hat klare historische Abgrenzungen, die alle Elemente von herausragendem Wert umfassen, die intakt und in gutem Zustand geblieben sind. Zu den wichtigsten Teilen gehören vor allem der Wawelhügel mit dem Schloss und der Kathedrale, die als Sitz der bischöflichen und königlichen Macht die Stadtgeschichte symbolisieren, und die mittelalterlichen Strukturen und das historische Muster der zwei ursprünglich getrennten Städte, Krakau und Kazimierz. Der Ensembleumfang ist also von angemessener Größe, um die Bedeutung des Ensembles in allen einzelnen Zügen und bedeutsamen Entwicklungen aufzuzeigen. Und es hat keine negative Entwicklung oder Vernachlässigung erlitten.

### Unverfälschtheit
Das historische Zentrum von Krakau ist unverfälscht und weitgehend authentisch. Das liegt an der Lage und Struktur, den Architekturformen und Ausschmückungen, an den Materialien und deren Substanz, und bis zu einem gewissen Grad auch an der Nutzung und der Funktion. Die Stadttopographie in ihrer Lage am Fluss und mit dem örtlichen Burgberg ist ablesbar geblieben. Die städtische Struktur und Funktionalität der beiden Städte, die Magdeburger Recht hatten, brachte auch die Merkmale in das Stadtgefüge, die bis heute erhalten geblieben sind. Das Stadtpanorama ist auch intakt geblieben, einschließlich der historischen Wahrzeichen Wawelberg, Rathausturm und einzelner Kirchen. Moderne Einflüsse im Stadtbild sind gering geblieben und befinden sind in einiger Distanz von der Altstadt. Viele Gebäude und Einrichtungen haben seit Generationen ihre ursprüngliche Bestimmung bewahrt.

### Schutz des Welterbes

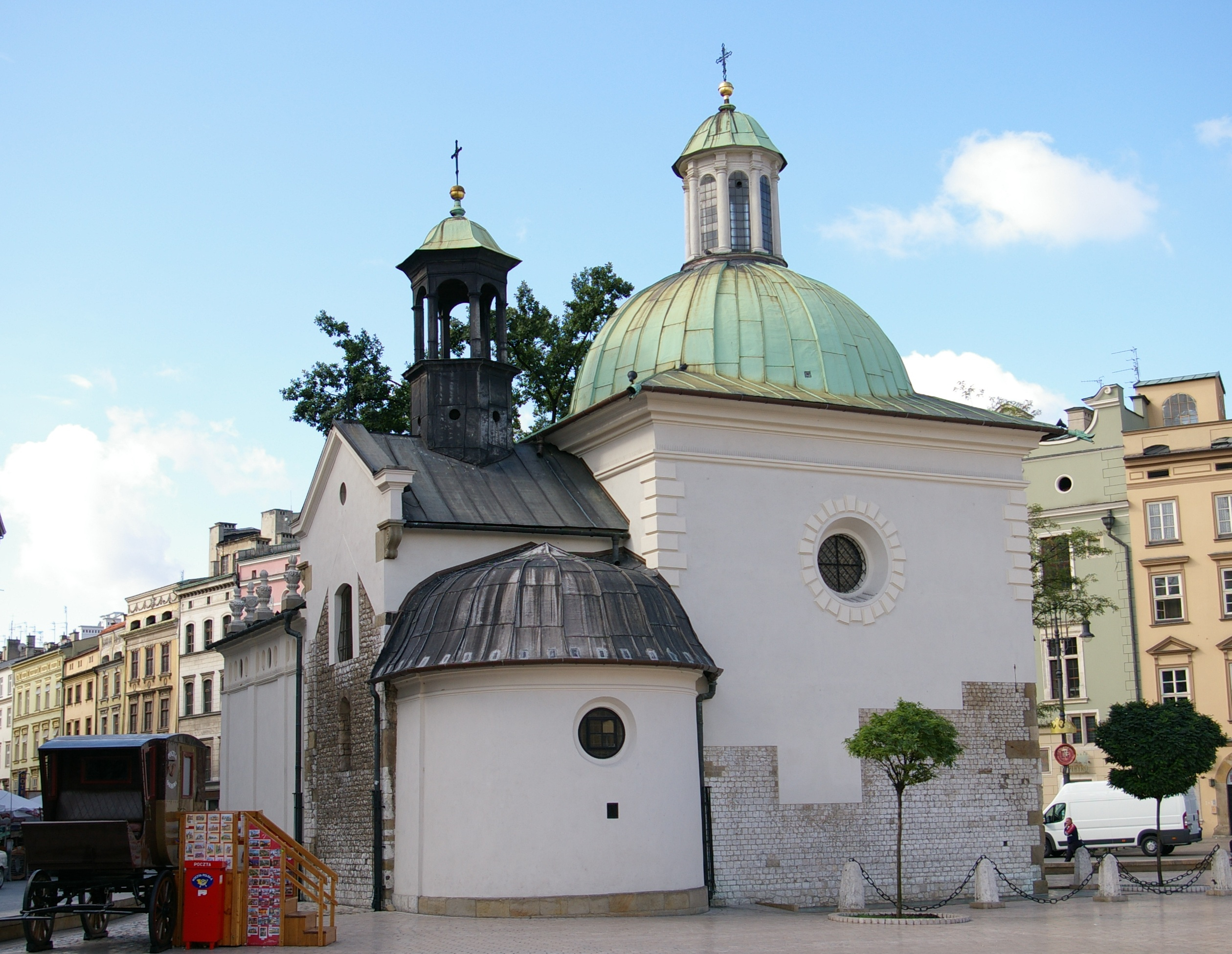
Adalbertkirche auf dem Hauptmarkt

Das historische Zentrum von Krakau, das eine Mischung aus öffentlichen und privaten Eigentum darstellt, ist in seiner Gänze durch Gesetze geschützt, die Kulturdenkmäler des Welterbe-Ensembles sind durch die Eintragung in ein „National Heritage Register“ geschützt, ja der gesamte Bereich hat vom Präsidenten der Republik Polen den Status eines „Geschichtsdenkmals“ bekommen, ein zusätzlicher Schutz. Seit 2010 gibt es auch eine Pufferzone von zirka 900 ha rundherum, die zusätzlich dem Schutz und der Erhaltung des Ensembles dient.
Auch die Stadt hat in ihrem kommunalen Denkmalschutzprogramm Vorsorge für das Management des Welterbes getroffen. Die städtische Verwaltung mit ihrer eigenen Denkmalschutzabteilung und die staatliche Denkmalschutzbehörde befassen sich mit dem Schutz der Denkmäler und haben gesetzliche Überwachungs- und Interventionsrechte, was das Welterbe betrifft.
Ein Managementplan für das Welterbe-Gelände und die Pufferzone muss noch in den die gesamte Stadtplanung eingebaut werden, damit der Schutz ein Ziel der langfristigen Stadtplanung und -entwicklung wird.